# Guido Fanconi
Guido Fanconi  (1. siječnja 1892. – 10. listopada 1979.) bio je švicarski pedijatar, smatra se jednim od osnivača moderne pedijatrije. Među prvima je prepoznao važnost biokemije u kliničkoj medicini.
Fanconi je poznat po tome što je 1927. opisao nasljednu panmijelopatiju povezanu s kratkim rastom i hiperpigmentacijom kasnije nazvanom po njemu Fanconijeva anemija, te kao jedan od znanstvenika u timu koji je prvi opisao Prader Willijev sindrom. 
Srednju školu je završio u Zürichu, 1911.g. se je počeo školovati za liječnika u Lausannei, a 1920.g. je počeo raditi u Dječjoj bolnice u sklopu Sveučilišta u Zurichu, gdje je ostao do kraja radnog vijeka (izuzev jedne godine). Umirovio se s mjesta predstojnika pedijatrije 1965., ali je i dalje nastavio raditi i predavati,